# Heterospilus
Heterospilus es un género de avispas parasitoides de la familia Braconidae. Hay más de 130 especies descritas de Heterospilus.

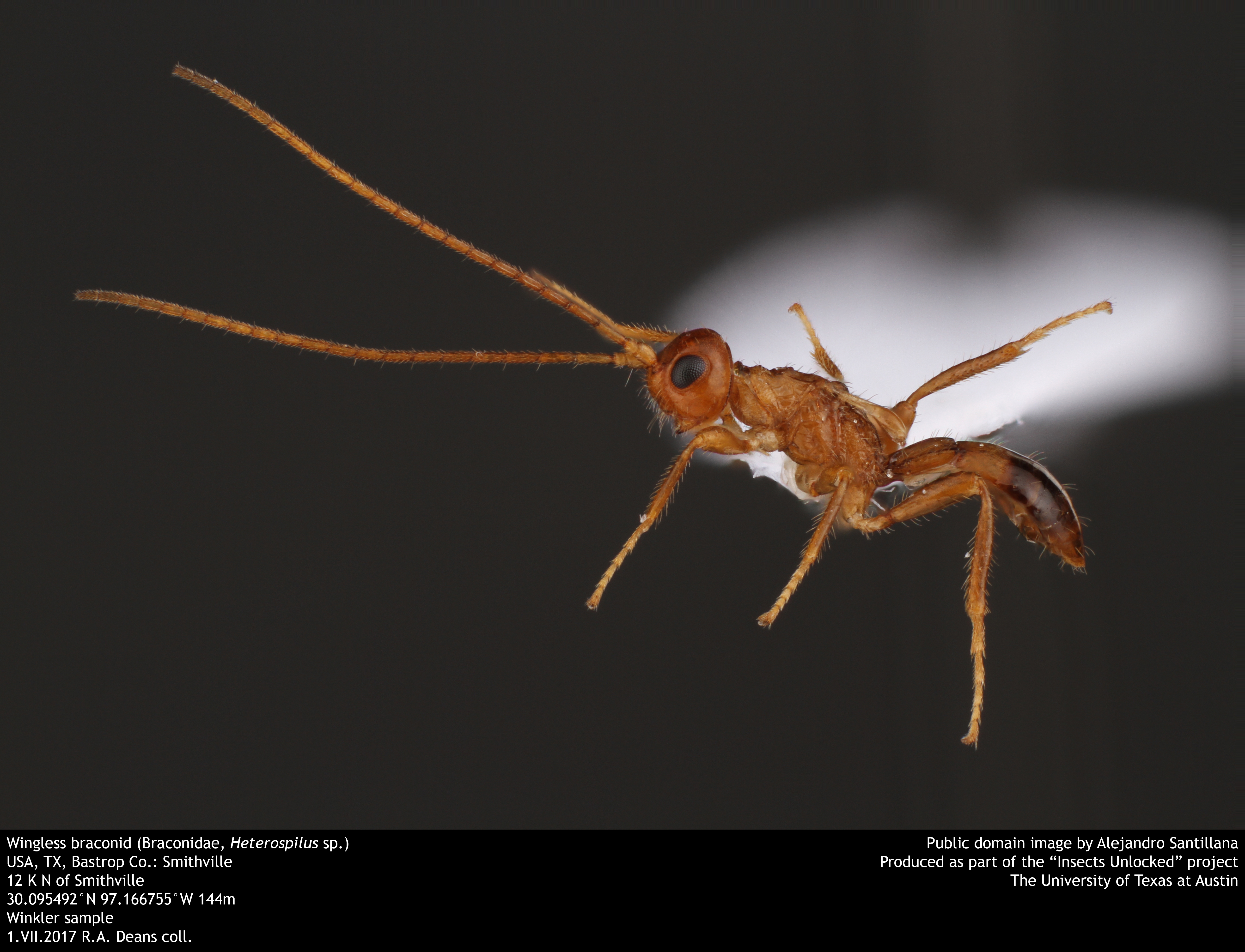

## Véase también

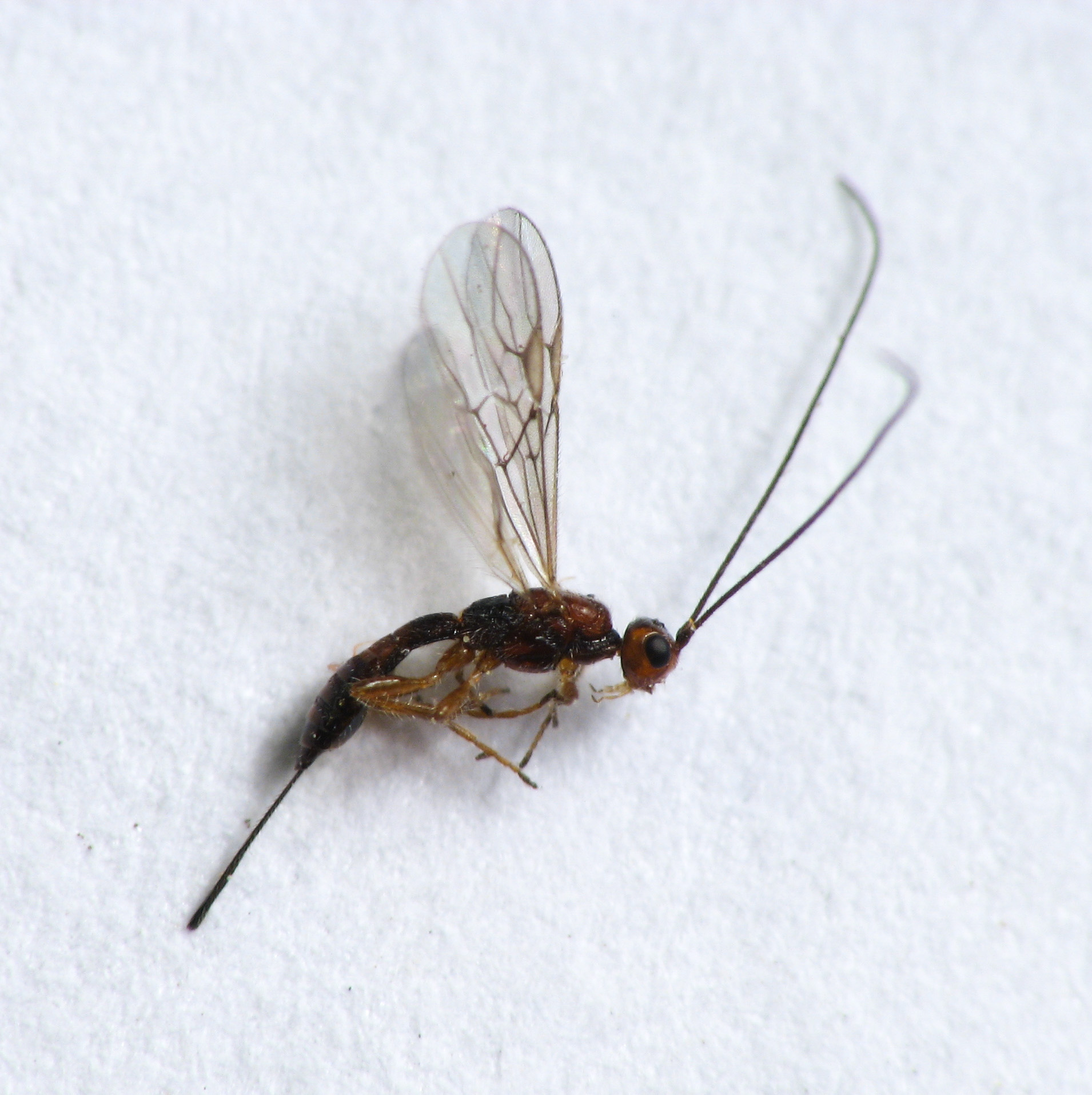
Heterospilus eurostae hembra
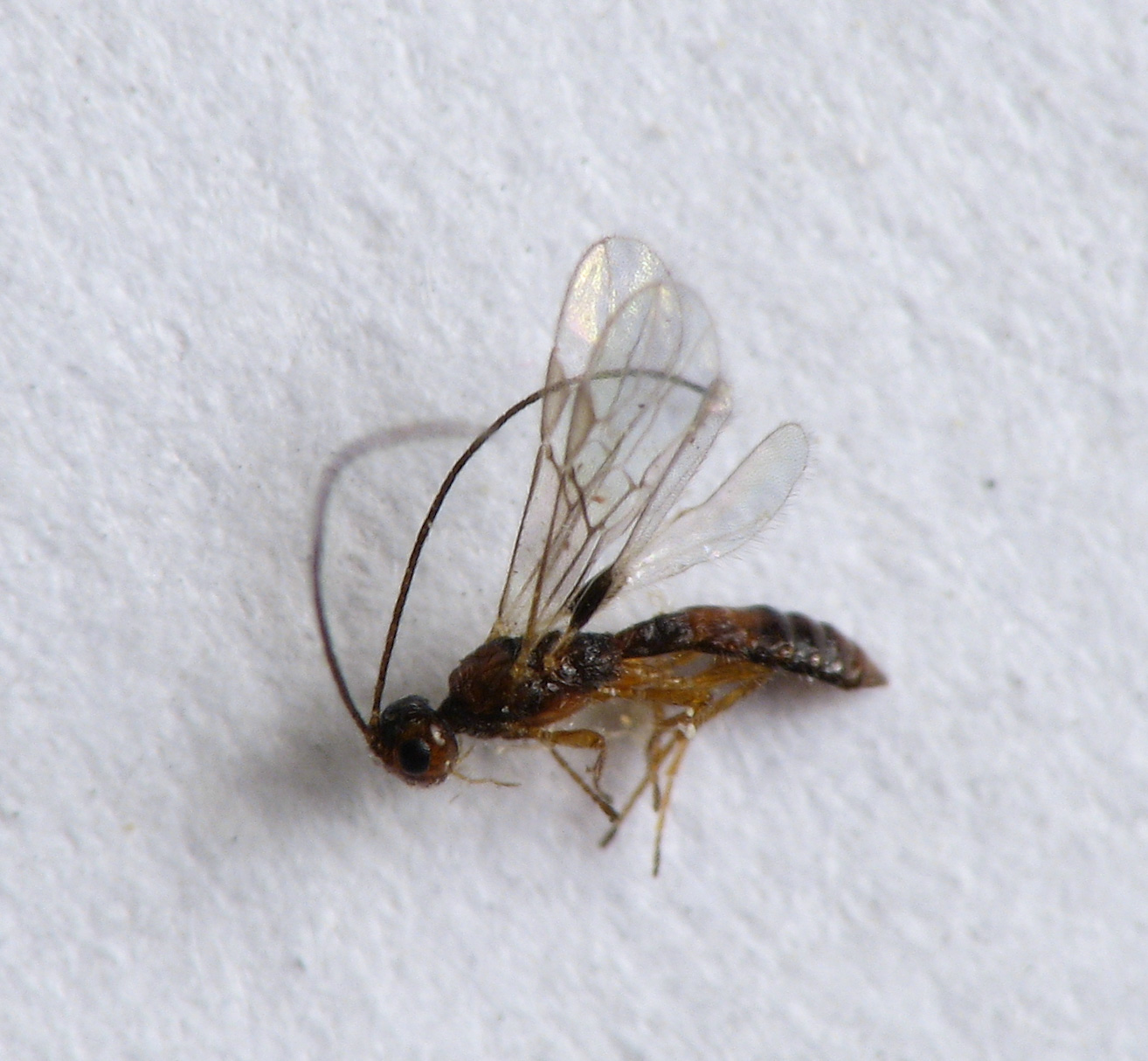
Heterospilus eurostae macho